# Border Leicester

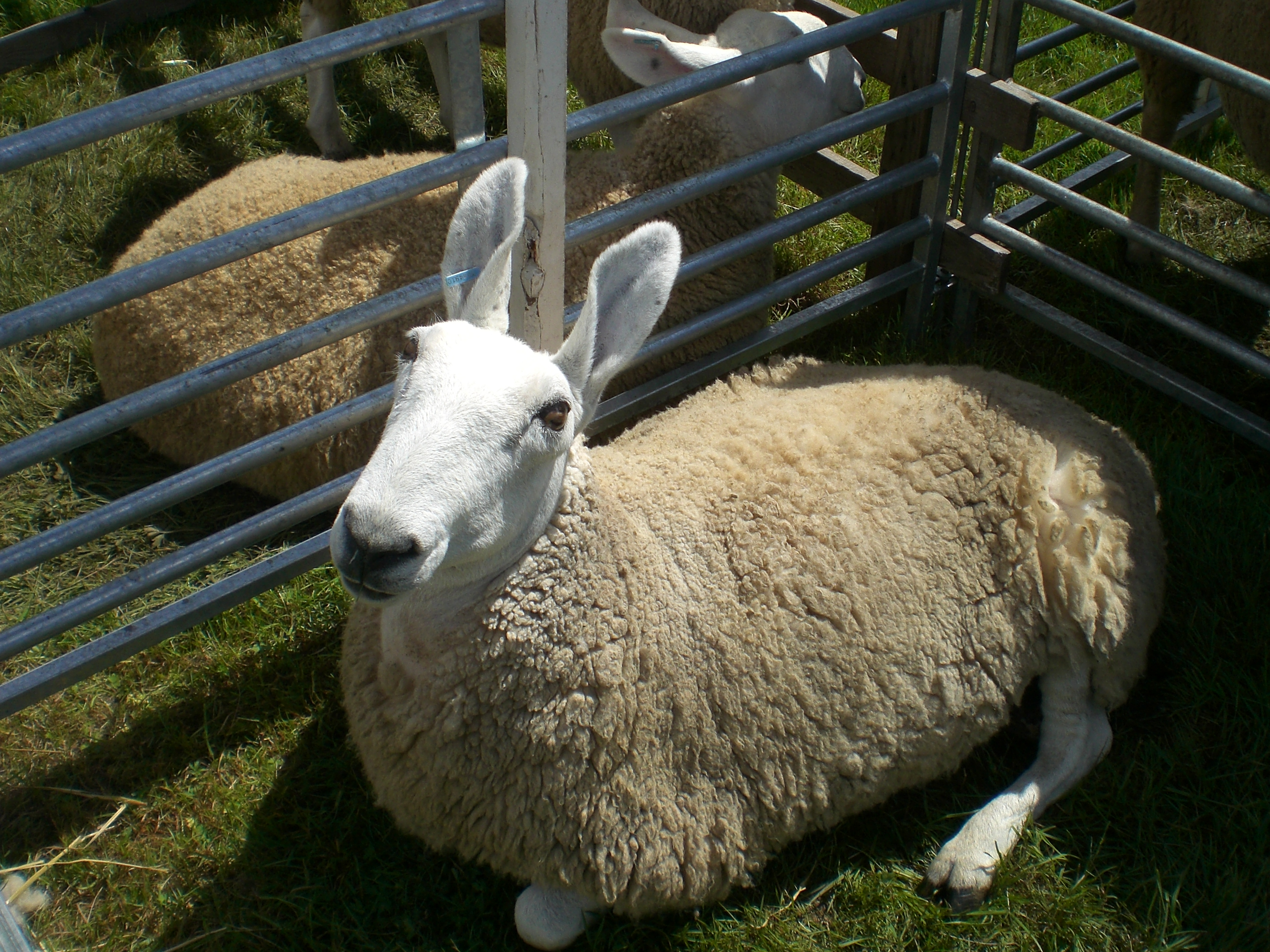
Border Leicester-Schaf in Schottland

Das Border Leicester ist eine Schafrasse, die aus England stammt und hauptsächlich zur Fleischherstellung gezüchtet wird.
Die Schafe sind hornlos und haben eine lange Wolle. Trotz ihrer Größe und ihrer Robustheit sind sie sanftmütig. Die Schafe wurden zur Zucht auch in den USA, in Australien und weiteren Ländern eingeführt.
In Großbritannien steht die Rasse als gefährdet auf der Beobachtungsliste des britischen Rare Breeds Survival Trust geführt.

## Beschreibung

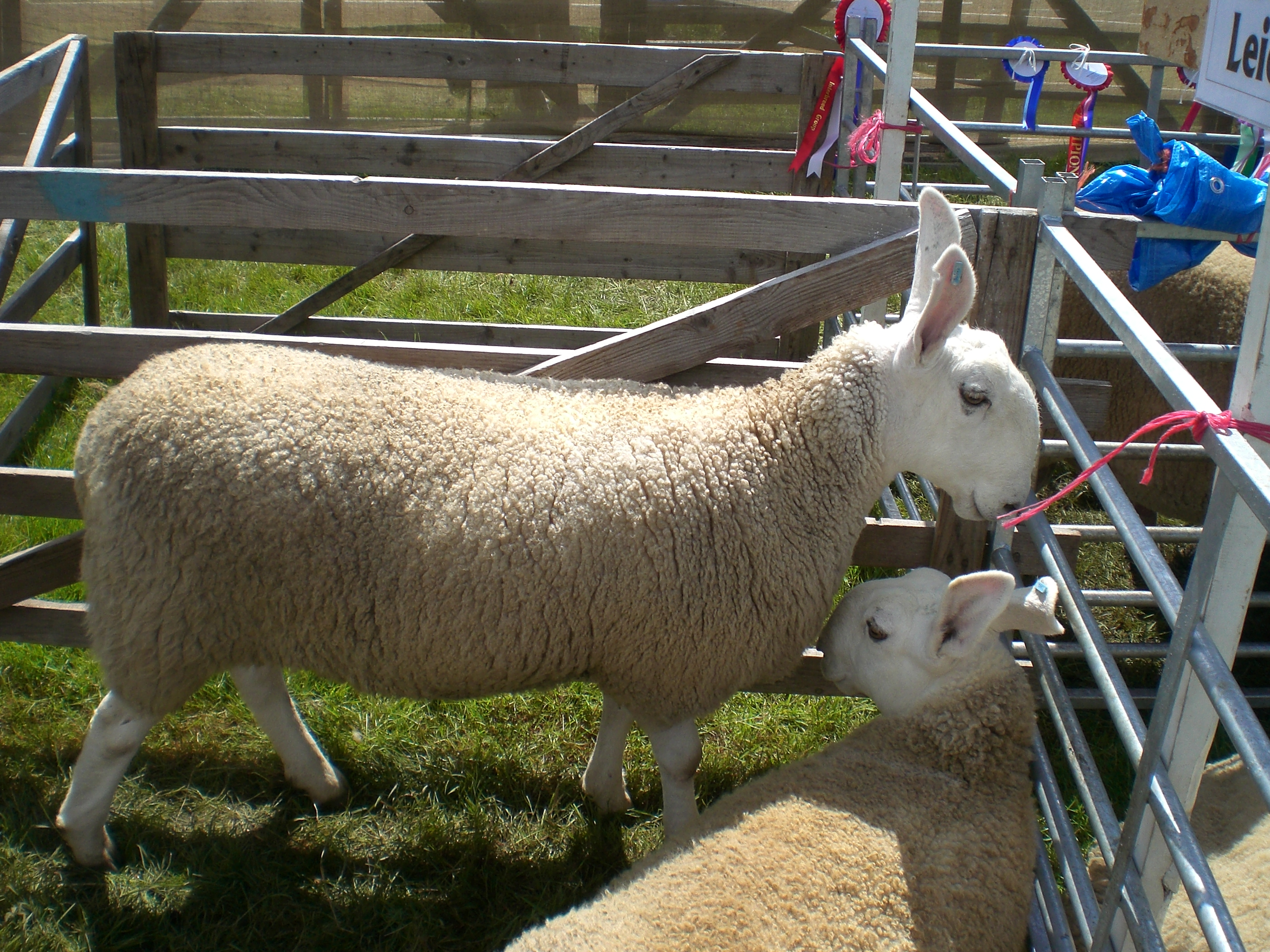
Britische Border Leicesters mit aufrechten Ohren

Voll ausgewachsen wiegen die männlichen Schafe zwischen 140 und 175 Kilogramm, während die weiblichen etwa 90 bis 120 Kilogramm wiegen. Ihre weiße Wolle neigt dazu, sehr lang zu werden und hat den Merino-Standard, breit gewellt (etwa 32 bis 38 Mikron), und wird für die Herstellung mittlerer bis schwerer Kleidungsstücke verwendet. Ihre Wolle wird überdurchschnittlich lang und kräuselt sich. Wenn die Wolle 10 cm lang ist, werden sie, üblicherweise zwei Mal im Jahr, geschoren. Die Wolle ist wegen ihrer Welligkeit und ihrem Glanz sehr beliebt.
Die Schur der Lämmer ergibt durchschnittlich 1,8 Kilogramm Wolle, einjährige Schafe schon bis zu 3,2 Kg. Die amerikanischen, neuseeländischen und australischen Schafe haben nur selten so hasenähnliche Ohren wie die britischen Tiere.

## Geschichte
Die Rasse der Border Leicester-Schafe entstand 1767 in Northumberland. Ihr Name leitet sich von der Tatsache ab, dass ihre ursprüngliche Heimat in der Nähe der Grenze zu Schottland ist, daher Border (Grenze). Der Grundstock für diese Züchtung waren die Dishley-Leicester-Widder und die weiblichen Schafe, die entweder Teeswater- oder Cheviot-Schafe waren. Das Dishley Leicester-Schaf war eine von Robert Bakewell (1725–1795) durch selektive Zuchtwahl aus lokalen Rassen entwickelte Schafrasse, die sich durch eine frühe Reife und guten Fleischansatz auszeichneten.
Border Leicester waren im Großbritannien des 19. Jahrhunderts eine sehr verbreitete Rasse.

### Internationale Verbreitung

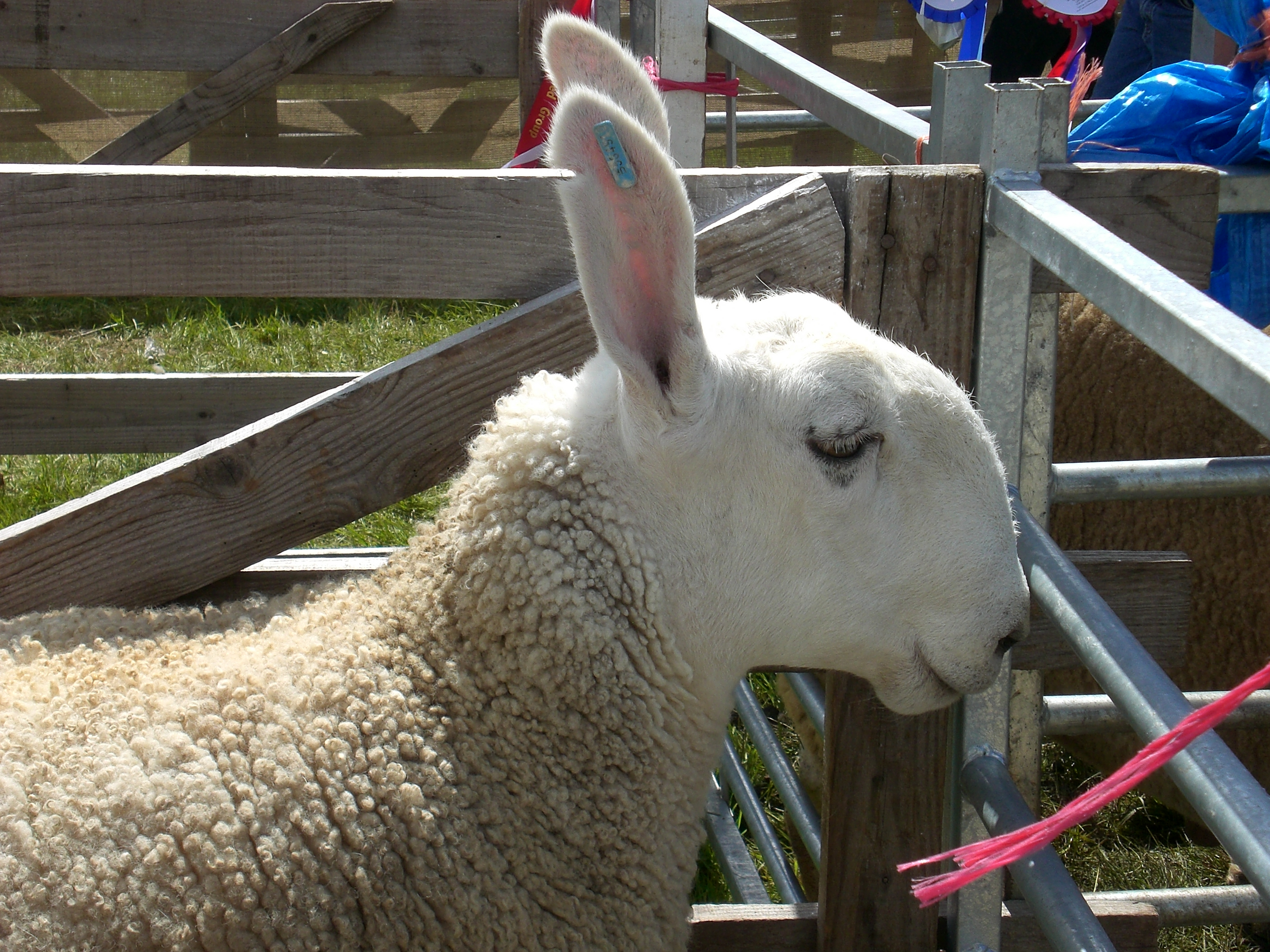
Ramsnasigkeit ist eines der Rassenmerkmale des Border Leicester

Registrierte Herden gibt es inzwischen in England, Irland, Schottland und Wales. Border-Leicester-Schafe wurden aber auch nach Britisch-Guayana, Kanada, die Volksrepublik China, Kolumbien, Südafrika, Frankreich, Spanien, Portugal, USA, Indien, Japan, Jugoslawien, Iran, Ungarn, Russland, die Türkei und die Schweiz exportiert. Einige dieser Schafe wurden im Jahr 1871 in Australien eingeführt, wo sie jetzt in großen Herden leben.
Border-Leicester-Widder werden zur Paarung mit Merinoschafen, den Erst-Kreuzungs-Mutterschafen verwendet, die besonders wertvoll für die Nachzucht der hochklassigen Lämmer sind. Diese Cross-Border-Leicester-Merino-Mutterschafe bieten den größten wirtschaftlichen Nutzen bei der Zucht zur Fleischherstellung. Sie haben einen wohlproportionierten Körper, hohe Fruchtbarkeit, gute Nahrungsverwertung und eine hohe Milchleistung. Cross-Border-Leicester-Merino-Mutterschafe werden mit kurzwolligen Widdern (beispielsweise Poll Dorset oder Southdown) gepaart, um Lämmer zu produzieren, die schnell wachsen, um ein ideales Schlachtgewicht für den Verkauf zu erzielen. Die überwiegende Mehrheit der australischen Lämmern für die Fleischproduktion werden auf diese Weise gezüchtet. Border Leicester Schafe haben einen Anteil von ungefähr 50 Prozent im Stammbaum der Rasse der Gromark Schafe, die in Australien entwickelt wurden.
Nach Neuseeland gelangte die Rasse zunächst 1859, und nochmals nach Einführung der verbesserten Kühlung 1880. Die Border Leicester wurden zur Veredelung und Kreuzung verwendet, um Schwergewichts-Lämmer und Hammel zu produzieren. Sie wurden später ebenfalls benutzt, um Neuseelands Border-Cross Romney (Coopworth) und die Border-Corriedale (Borderdale) Rassen zu entwickeln.
Der erste „Rasse-Verein“ wurde im Jahre 1888 in den USA gegründet. Derzeit gibt es zwei Vereine: die „American Border Leicester Association“ und die „North American Border Leicester Association“. Züchter zeigen ihre Schafe das ganze Jahr über auf Kreisebene und bei Messen und in der so genannten „National Show“, auf der „North American International Livestock Ausstellung“ in Louisville (Kentucky), die jährlich im November stattfindet.-